# 梁承晁
梁承晁（：／ Yang Seung-jo；1959年3月21日—），大韓民國自由派政治人物，第17至20屆國會議員，前任忠清南道知事。

## 政治生涯
2004年，梁承晁競選天安市國民議會議員，並贏得大選。他曾擔任了民主黨代表孫鶴圭的參謀長和競選委員會的負責人，並負責孫鶴圭在2012年民主黨總統初選。他於2013年5月成為民主黨最高委員會成員。
梁承晁在2018年地方選舉中當選為忠清南道知事。